# Teatre Tantarantana
El Teatre Tantarantana és una sala d'espectacles de Barcelona oberta el 1992 al núm. 16 del carrer del mateix nom, que el 1996 es va traslladar a la seva actual ubicació al carrer de les Flors, 22 del Raval.

## Història
Julio Álvarez i Víctor Suáñez, fundadors de la companyia de teatre infantil Albic Teatre (i abans, companys a U de Cuc), van entrar al món de la gestió teatral amb la programació de campanyes escolars a Barcelona i a una vintena més de municipis catalans. Al cap d'uns anys, van crear la seva pròpia sala en un antic garatge del carrer d'en Tantarantana, a 250 m del Teatre Malic. Especialitzada en teatre familiar, la sala comptava amb un escenari senzill (6 m d'ample per poc més de 3 m d’alt) i una grada de bancs de fusta amb capacitat per a 75 espectadors.
El treatre es va inaugurar el 24 d’octubre del 1992 amb Allò que va passar (Contes no sexistes), del rondallaire Cesc Serrat. En aquell moment, la sala estava especialitzada en teatre infantil, amb una programació escolar en dies laborables i oberta al públic en caps de setmana. A darrere de la proposta hi havia una acurada voluntat pedagògica: els programadors van mirar d’oferir un parell d’espectacles a l'any per a cada cicle escolar.
Basada en obres inèdites de grans autors contemporanis i de joves promeses de la dramatúrgia catalana, la programació adulta del teatre va arrencar el 29 de gener del 1993 amb Molly Bloom, de Montserrat Masó, i Ja no hi ha tramvies, amb Oriol Tramvia, en sessions de mitjanit. Dos anys després, començà la producció d’espectacles per a adults amb La cantatriu calba, primera versió en català del cèlebre text de Ionescu feta des del 1958 i dirigida per Boris Rotenstein. També al 1995 va coproduir, amb Terminal Teatre, Euskadi crema, d’Aleix Puiggalí, un text sobre el jou del terrorisme a Euskadi. Ima Ranedo va signar-ne la versió i la posada en escena.
La bona acollida del públic va fer que, ben aviat, l’espai es quedés petit, i així, el 4 d'agost de 1996, el Tantarantana va acomiadar-se del carrer que li donava nom amb l'última funció de Kaddish in Memoriam, una creació coreogràfica de José Luis Sultán inclosa al Grec 96. El nou local, que havia estat utilitzat anteriorment per Jon Berrondo, era a tocar del Paral·lel i amb una disposició a la italiana, duplicava la capacitat de l'anterior, cosa que permetia fer el salt al mitjà format.
La nova sala, que durant els primers anys va dir-se Nou Tantarantana, fou inaugurada l'11 de setembre del 1996, i va mantenir la línia de programació de l'antic teatre (autoria contemporània i sessions familiars), incorporant cicles que, ja al segle xxi, van diversificar-ne l'oferta. La temporada 2013-2014, malgrat la crisi econòmica que amenaçava la supervivència de molts teatres, Àlvarez i Suáñez van obrir una segona sala al mateix bloc, l'Àtic 22, un espai dúctil que responia a la demanda de companyies joves que volien establir una relació directa amb el públic. El local havia estat ocupat abans per la productora cinematográfica Zip Films.
Tanmateix, l'assetjament immobiliari va fer que el 2016, el teatre entaulés negociacions amb l'Institut de Cultura de Barcelona i amb el Districte de Ciutat Vella, i així, quan al juny del mateix any es va saber que l'edifici era en venda, l'Ajuntament va iniciar-ne els tràmits per a l'adquisició, formalitzada el gener de 2017.
Convertit en Fàbrica de Creació, el Tantarantana no només ha enfortit la seva trajectòria artística i social (treballa amb diversos col·lectius del Raval), sinó que ha guanyat un altre espai, el primer pis, perquè les companyies residents hi puguin assajar o instal·lar-hi les seves oficines.

## Espectacles
El Tantarantana va recuperar textos com Amor de Don Perlimplín y Belisa en su jardín, de García Lorca, absent molts anys de la cartellera catalana (i que va fer gira per l'Estat espanyol), i en va descobrir d'altres, com Euskadi crema, d'Aleix Puiggalí, un text sobre la relació homosexual entre un policia i un etarra, o el Mein Kampf de George Tabori, primera de les quatre col·laboracions de la sala amb Carme Portaceli. En desaparèixer el Malic, l'any 2002, el Tantarantana va acollir Albert Espinosa i Los Pelones, amb els quals va fer tres produccions, i més tard va interessar-se pel teatre de Roberto Romei, actual codirector artístic de la sala.
Sempre atent a l'evolució de la vida escènica de la ciutat, el Tantarantana va obrir-se a la dansa després que l'Espai de Música i Dansa tanqués les portes, el 2005. El de Dansa i Teatre Físic és només un dels cicles que el teatre organitza regularment: De portes endins o Complicitats en Xarxa (un aparador de la feina de les sales alternatives de fora de Catalunya) són altres de les propostes d'una sala que es va renovant. La més recent, El Cicló, ofereix residències de tres anys a companyies joves (hi han passat, entre d'altres, La Calòrica i DARA).